# Esztergomi Vár-hegy 2. sz. barlangja
Az Esztergomi Vár-hegy 2. sz. barlangja a Duna–Ipoly Nemzeti Parkban lévő Visegrádi-hegységben található egyik barlang.

## Leírás
Az Esztergomban lévő Várhegy Ny-i, meredek oldalának D-i végénél, a kőzethatáron, a betontámfal tövétől É-ra 5 m-re helyezkedik el a barlang bejárata. Az Esztergomi Vár-hegy elfalazott ürege közelében, attól DDK-re található. Az Esztergomi Vár-hegy 2. sz. barlangja és a Széchy Dénes-barlang a Várhegy hegyoldal két jelentős barlangja. Az Esztergomi Vár-hegy 2. sz. barlangja és a Széchy Dénes-barlang között helyezkedik el, de lejjebb az Esztergomi Vár-hegy 3. sz. barlangja.
Az Esztergomi Vár-hegy 2. sz. barlangjának mennyezete is karbonátos kőzetnek látszik. Ezt azonban Slíz Györgyék nem tudták biztosan megállapítani, mert a főtén lévő korom nehezítette a felismerést. A barlang egy része csaknem állva járható és a benne talált szemét alapján hajléktalanok lakják (ahogy a Széchy Dénes-barlangot).
Előfordul a barlang az irodalmában Bazilika-üregek (Kadić 1952), Bazilika üregek (Bertalan 1976), Déli-bástya-alatti-barlang (Eszterhás 2014), Esztergomi Bazilika-hegy üregei (Bertalan 1976), Esztergomi Bazilikahegy üregei (Schőnviszky 1937), Esztergomi Bazilika-hegy-üregei (Bertalan, Schőnviszky 1976) és Esztergomi Vár-hegy 2.sz. barlangja (Slíz 2017) neveken is.

## Kutatástörténet
Az 1926–1927. évi Barlangkutatásban szó van arról, hogy az 1923–1924-ben Tasnádi Kubacska András és Véghelyi Lajos által végzett denevér-megfigyelések során, 1924. február 20-án barna hosszúfülű-denevér (Plecotus auritus L.) egy hím egyede került elő az Esztergomban lévő Vár-hegy mezozoós mészkövében elhelyezkedő 5 kisebb-nagyobb üregből és barlangból. A Turisták Lapja 1937. évi évfolyamában kiadott és Schőnviszky László által írt tanulmányban meg van említve, hogy az Esztergomi Bazilikahegy üregei a mezozoikumi hegyrög szirtjében találhatók. 5 kisebb-nagyobb üreg, amelyek jelentéktelenek. Kadić Ottokár 1952-ben befejezett kéziratában meg vannak említve a Bazilika-üregek (Esztergom) Schőnviszky László 1937-ben megjelent publikációjának felhasználásával. Esztergomban, abban a mészkőszirtben, amelyre a bazilika épült, kialakult néhány kisebb-nagyobb üreg. Ezeket még senki sem kutatta eddig.
Az 1976-ban befejezett, Magyarország barlangleltára című kéziratban az olvasható, hogy a Visegrádi-hegységben és a Pilis hegységben, Esztergomban helyezkednek el az Esztergomi Bazilika-hegy üregei (Bazilika üregek). A Bazilika-hegy szirtjében található a kisebb-nagyobb 5 üreg. Az üregek bejárata ismeretlen. A kézirat üregeket ismertető része 1 publikáció alapján lett írva. A Bertalan Károly és Schőnviszky László által összeállított, 1976-ban megjelent Magyar barlangtani bibliográfia barlangnévmutatójában meg vannak említve a Pilis hegységben lévő Esztergomi Bazilika-hegy-üregei. A barlangnévmutatóban meg van említve 1 publikáció, amely foglalkozik ezekkel az üregekkel.
Az 1984-ben megjelent, Magyarország barlangjai című könyv országos barlanglistájában szerepelnek a Szentendre–Visegrádi-hegység barlangjai között az Esztergomi Bazilika-hegy üregei (Bazilika-üregek). A listához kapcsolódóan látható a Dunazug-hegység barlangjainak földrajzi elhelyezkedését bemutató 1:500 000-es méretarányú térképen a barlangok földrajzi elhelyezkedése. A Balassa Bálint Múzeum Barlangkutató Csoportjának 1987. évi jelentése szerint az esztergomi vár Dunára tekintő oldalának régészeti kutatásával a vár alatt lévő sziklafalban előbukkant néhány barlang bejárata. A barlangokat az 1930-as évek elején végzett várásatáskor kidobott törmelék takarta el és (részben) töltötte ki. A Széchy Dénes-barlangtól DK-re a csoport felfedezte egy másik barlang bejáratát. Ezt az üreget nem tölti ki sitt, de bejárata vissza lett temetve, mert később akarták kutatni.
A Balassa Bálint Múzeum Barlangkutató Csoportjának 1988. évi jelentésében az van írva, hogy az esztergomi Vár-oldalnak a Széchy Dénes-barlanggal azonos szintjén van néhány kisebb, elfalazott üreg és várható, hogy még néhány előkerül. Néhány idős, vízivárosi ember emlékezik a barlangokra. Az 1991-ben kiadott A Pilis és a Visegrádi-hegység című útikalauzban meg van említve, hogy az Esztergomig elnyúló hegyvonulat legnyugatibb részén van néhány kicsi barlang, amelyek jelenleg el vannak falazva. Állítólag ezekben a barlangokban a két világháború között találtak újkori cserépedény-töredékeket.
A Széchy Dénes-barlang 2002. október 8-án készült nyilvántartólapján az olvasható, hogy a Széchy Dénes-barlangnak helyet adó sziklakibúvásban, a mészkő és homokkő határán van még néhány üreg, néhány pedig ki lett töltve a Várhegyen végzett helyreállítás során betonnal. Elképzelhető, hogy a kőzethatáron összefüggő, de nagyon feltöltődött üreghálózatot lehet felfedezni. A 2014. évi Karsztfejlődésben megjelent tanulmányban meg van említve, hogy az Esztergomban lévő Déli-bástya-alatti-barlang ismeretlen méretű, mert nincs felmérve. A Visegrádi-hegység 101 barlangjának egyike.
2016. december 1-én Slíz György megrajzolta az Esztergomi Vár-hegy 2. sz. barlangjának alaprajz térképét (járatkontúrját) fejből. A térkép, amely 1:93 méretarányban mutatja be a barlangot, elkészítéséhez a barlangot Slíz György mérte fel (Hertelendy Zsolt és Hertelendy Gellért jelenlétében). A felmérés szerint a poligon hossza 37 m. Mélysége 2,6 m. A Szent Özséb Barlangkutató Egyesület 2017. évi jelentésében ismertetve van az Esztergomi Vár-hegy 2. sz. barlangja pár szóban. A kéziratban meg van említve, hogy poligonhosszúsága miatt a barlangnak mindenképp helye van a barlangnyilvántartásban. Azért lett az Esztergomi Vár-hegy 2. sz. barlangja a 2. számú barlang, mert az egyesület szerint a Széchy Dénes-barlang az 1. számú barlang.
Az Esztergomi Vár-hegy 2. sz. barlangja nemcsak a szemetelés, odapiszkítás, tüzelés megszüntetése miatt védendő. A barlang bejáratát le kell zárni, pénzhiány esetén el kell falazni részletes dokumentálás után. (Ezután csak a fal kibontásával lehetne bejutni a barlangba.) A jelentésbe bekerült két színes fénykép, amelyek bemutatják a barlangot. Az első fényképen a barlangbejárat látható, amely kívülről lett fényképezve. A fényképen megfigyelhetők azok a falmaradványok, amelyek a bejárat két szélén vannak. A falmaradványok az egykori lezárás nyomai. A második fénykép a barlang belsejét mutatja be. A fényképaláírás szerint a mennyezet korom alatt található bevonata kristálykiválásnak látszik. A jelentéshez mellékelve lett a barlang 2016-ban készült alaprajz térképe. A kéziratban van egy Esztergom térképrészlet, amelyen látható a barlang földrajzi elhelyezkedése.